# 威特菲爾德 (印地安納州)
惠特菲爾德（英語：Whitfield）是位於美國印地安納州馬丁縣的一個非建制地區。該地的面積和人口皆未知。